# Bone Breaker
Bone Breaker es una película argentina protagonizada por Willam Abbot, Ludivico Sánchez y Aba Bielans. Es un film de género de micro-presupuesto rodado en Argentina en idioma inglés. 

## Sinopsis
En el río Flint, unos jóvenes encuentran por casualidad los restos putrefactos de un hombre. El nombre de la víctima es Roger Larkin y la autopsia revela que la mayoría de sus huesos han sido quebrados. En el último año y medio 7 muchachos de entre 18 y 25 años habían desaparecido, uno de ellos era Roger. Su tío, Ron, hombre de 45 años, solitario, alcohólico y despreciado por su familia por ser homosexual, emprenderá la búsqueda del asesino de su sobrino, quien fuera el único familiar en no rechazarlo. Descubrirá que 20 años antes en Detroit, un mecánico de automóviles llamado Orestes López, había secuestrado y asesinado a jóvenes exactamente de la misma manera. López fue perseguido por la policía y muerto en un violento tiroteo. Ron sin apoyo oficial y clandestinamente, abrirá la tumba de López solo para encontrarla vacía.

### Distribución
Bone Breaker fue adquirida por First Look Pictures. Problemas internos de la compañía de distribución fueron la causa de una pobre distribución del film, el cual, en algunos países se lo conoció bajo el nombre de Tumba Vacía.

### Reparto
- Willam Abbot

- Aba Bielans

- Ludovico Sánchez

- Carolina Santoro

- Smanta Filan

- Able Tasman

- Andrea Menna